# Универзитет у Приштини (Косовска Митровица)
Универзитет у Приштини је државни универзитет у Приштини, са привременим седиштем у Косовској Митровици. Представља једину институцију високог образовања на Косову и Метохији која ради у систему Србије. Настао је после распуштања првобитног Универзитета у Приштини, након рата на Косову и Метохији. Упркос званичном називу, познат је као Универзитет у Косовској Митровици након привременог пресељења 2001.

## Историјат
Развој вишег и високог образовања на Косову и Метохији почиње оснивањем прве Више педагошке школе у Приштини, школске 1958/59. године. Први факултет који је почео са радом био је Филозофски — основан школске 1960/61. године, из којег су 20 година касније настала два факултета — Филозофски и Природно-математички, да би се 1989. године Филозофски разгранао на Филозофски и Филолошки. Правно-економски факултет основан је 1961/62. године и из њега се такође развијају два факултета — Правни и Економски. Технички факултет у Приштини почео је са радом школске 1965/66. године. У циљу стварања услова за бољу здравствену заштиту и унапређење научно-истраживачког рада 1969. године основан је и Медицински факултет. Наведени факултети били су у саставу Универзитета у Београду све до 1970. године и на њима се настава одвијала на српском језику.
Универзитет у Приштини основан је Законом о оснивању Универзитета у Приштини 18. новембра 1969. године. У састав Универзитета у Приштини ушли су факултети са седиштем у Приштини, а касније и остали факултети, као и седам виших школа. Универзитет у Приштини је у складу са Законом о оснивању ове установе организовао наставни процес на српском и албанском језику.
Након доношења Закона о универзитету 1992. године. Универзитет у Приштини је у свом саставу имао четрнаест факултета, од којих дванаест са седиштем у Приштини: Економски, Медицински, Правни, Природно-математички, Пољопривредни, Филозофски, Филолошки, Факултет за физичку културу, Факултет уметности, Грађевинско-архитектонски, Електротехнички и Машински факултет; један са седиштем у Косовској Митровици — Рударско-металуршки и један са седиштем у Призрену — Учитељски факултет. На свим факултетима усаглашавају се нови наставни планови са истородним факултетима у Републици. Стварањем одговарајућих услова за пријем студената на основне, специјалистичке и магистарске студије, уз континуирани пријем наставног кадра, Универзитет у Приштини постао је један од најотворенијих универзитета у Србији. Поред образовне и научне делатности, Универзитет је обављао и издавачку делатност.
Универзитет у Приштини, у складу са Законом о оснивању ове установе, организовао је и изводио наставу на српском и албанском језику. Настава на албанском језику, од школске 1991/92. године, самоиницијативно се издваја и долази до формирања паралелног образовног система Републике Косово. Факултети Универзитета у Приштини наставе на српском језику, настављају да обављају наставну и образовну делатност у оквиру јединственог образовног система Републике Србије.
Након договора, постигнутог 1. септембра 1996. године, потписан је Споразум о образовању, на основу којег је формирана Комисија 3+3, која је 1998. године припремила договорене мере за његову примену. Албански наставници, сарадници и студенти тада пристају да се врате у оквир образовног система Републике Србије, али долази до потпуног одвајања универзитетских објеката: факултети, студентски домови, менза, библиотека, односно до физичког одвајања наставника, сарадника и студената српске и албанске националности. Расподелом Комисије 3+3 Албанцима је припало 60% универзитетског простора, Србима 35% и Турцима 5%.
Успешни рад и развој Универзитета у Приштини, у оквиру општеприхваћених универзитетских норми, 1999. године омело је НАТО бомбардовање Југославије. Током бомбардовања, око 1.500 наставника, сарадника у настави и ненаставног особља на Универзитету у Приштини, заједно са око 17.000 студената, који су наставу слушали на српском језику, протерано је са факултета, узурпирана им је имовина и никада им није омогућен повратак.
После прогона из Приштине, Универзитет у Приштини је по одлуци државе Србије привремено измештен у Крушевац, са још неколико факултета, док су поједини факултети своју делатност обављали у: Косовској Митровици, Лепосавићу, Врању, Блацу, Варварину. Одлуком Владе Републике Србије крајем 2001. године Универзитет у Приштини прелази у Косовску Митровицу која је одређена као привремено седиште Универзитета. Постепено и поступно сви факултети који су били у саставу Универзитета враћају се на простор Косова и Метохије.
У раздобљу од 2001. године до данас, развој Универзитета је ишао у два правца. Први је, консолидација и стварање основних услова за рад: очување студената и наставника, обезбеђење неопходног наставног кадра са стране, успостављање редовности у држању наставе и испита, изградња инфраструктурних капацитета (зграда факултета, лабораторија, наставних база, студентских домова и сл) и техничко опремање зграда (рачунари, наставна средства, лабораторијска опрема, библиотеке, различите инсталације и сл). Други, правац ишао је ка редефинисању студијских програма и њиховој акредитацији, акредитацији факултета и Универзитета, што је окончано током 2009. године. Оба ова процеса су довела до институционалног консолидовања и јачања Универзитета, као и његовог учвршћивања у систему високог образовања у Србији.

## Организација
Академска година траје од 1. октобра до 30. септембра. Организована је у два семестра, са 30 седмица наставе годишње. У оквиру Универзитета у Приштини постоји 10 факултета, од којих се шест налази у Косовској Митровици, два у Лепосавићу и по један у Звечану и Лешку.
| Факултет                              | Локација           | Академско особље | Студенти |
| ------------------------------------- | ------------------ | ---------------- | -------- |
| Економски факултет                    | Косовска Митровица | Н/Д              | Н/Д      |
| Медицински факултет                   | Косовска Митровица | Н/Д              | 1.030    |
| Пољопривредни факултет                | Лешак              | Н/Д              | Н/Д      |
| Правни факултет                       | Косовска Митровица | Н/Д              | Н/Д      |
| Природно-математички факултет         | Косовска Митровица | Н/Д              | Н/Д      |
| Факултет за спорт и физичко васпитање | Лепосавић          | Н/Д              | Н/Д      |
| Факултет техничких наука              | Косовска Митровица | Н/Д              | 1.500    |
| Факултет уметности                    | Звечан             | Н/Д              | Н/Д      |
| Учитељски факултет                    | Лепосавић          | Н/Д              | Н/Д      |
| Филозофски факултет                   | Косовска Митровица | Н/Д              | 1.350    |
| Укупно                                | Укупно             | 730              | 9.314    |